# Merida (producent rowerów)

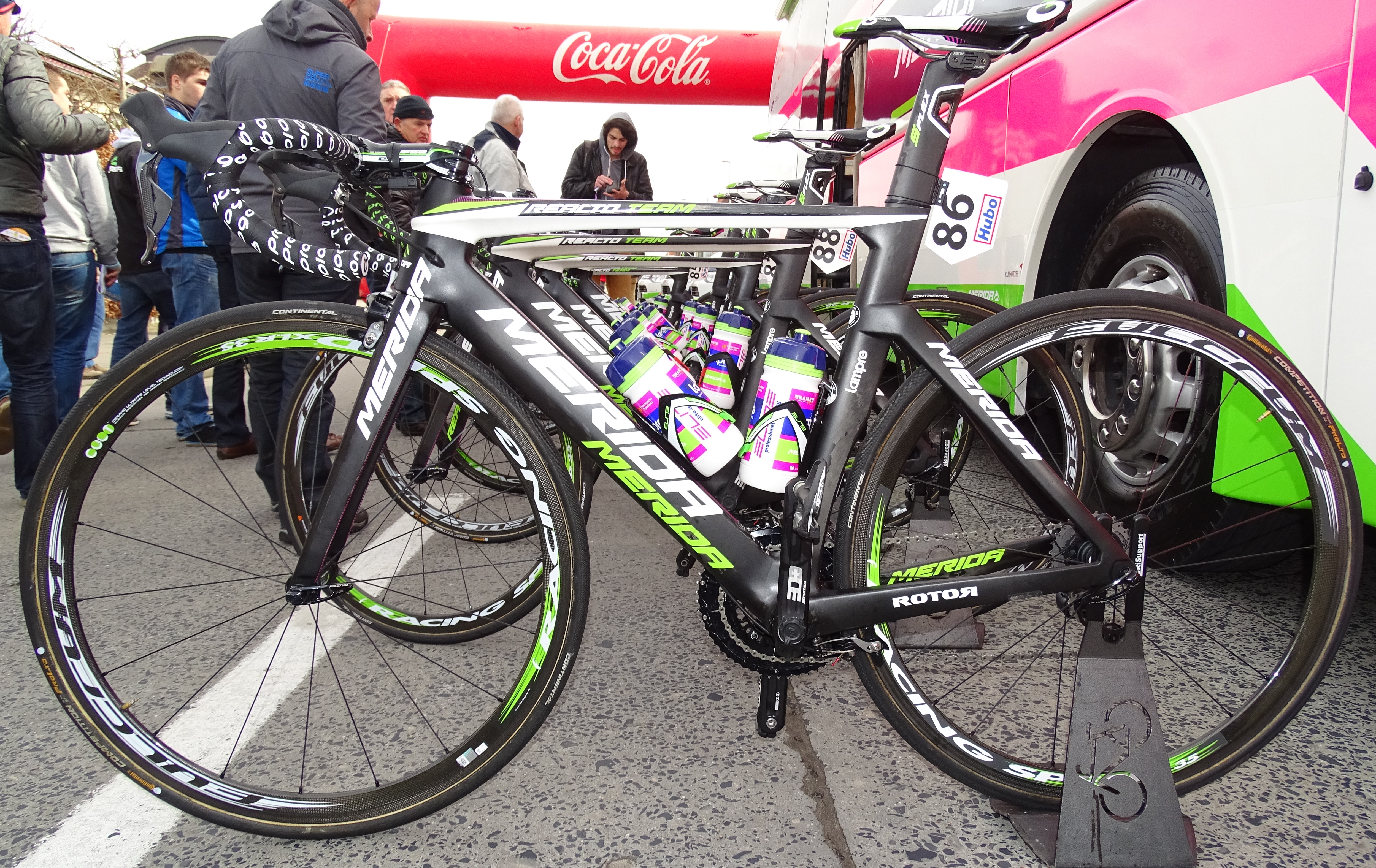
Merida Reacto Team 2015

Merida Industry Co., Ltd (MIC) – firma projektująca, budująca i sprzedająca rowery, założona na Tajwanie 29 września 1972 roku przez Ike DH Tsenga. Centrum Badawczo-Rozwojowe firmy znajduje się w Niemczech. Nazwa Me-Ri-Da składa się z trzech chińskich sylab: „Me” oznacza piękny, „Ri” wygodę, a „Da” płynność i mobilność.

## Historia
Na początku Merida produkowała rowery przeznaczone na rynek japoński. W następnych latach rozszerzyła zasięg na Stany Zjednoczone, a w 1986 roku rozpoczęła ekspansję w Europie (w Niemczech). 
W 1985 roku Merida rozpoczęła badania nad stosowaniem aluminium w produkcji ram rowerowych. 
W 1992 roku firma wprowadziła do produkcji ramy z włókien węglowych. 
W 2001 Merida wykupiła 49% udziałów Specialized.
30 stycznia 2012 w wieku 81 lat zmarł założyciel firmy Merida, Ike DH Tseng. Po jego śmierci prezesem został jego syn Michael Tseng.
W 2019 była wyceniona na 354 miliony dolarów, co dawało jej 11 miejsce wśród wszystkich tajwańskich firm.

## Sponsorowanie
W zespołach kolarskich sponsorowanych przez Meridę jeżdżą między innymi Gunn-Rita Dahle Flesjå, Andreas Mayr, Moritz Milatz, Holly Harris, Isabella Flint, Tasman Nankervis.